# (31995) 2000 HX40
2000 HX40 (asteroide 31995) é um asteroide da cintura principal. Possui uma excentricidade de 0.20872720 e uma inclinação de 7.86592º.
Este asteroide foi descoberto no dia 29 de abril de 2000 por LINEAR em Socorro.